# 三島有紀子
三島 有紀子（みしま ゆきこ、1969年4月22日 - ）は、日本の映像作家、映画監督、脚本家。

## 来歴
大阪府大阪市北区北新地生まれ。名前は父が付けた本名であり、三島由紀夫に由来する。4歳から近所の名画座に通い、小学生の頃にはすでに映画監督を志していた。大阪府立豊中高等学校時代に演劇に目覚める。
神戸女学院大学文学部在籍中に、アルバイトで貯めた資金で自主映画『夢を見ようよ』の脚本と監督を手がけた。
大学卒業後、1992年にNHKに入局。『NHKスペシャル』『トップランナー』などのドキュメンタリー作品を企画・監督した。
劇映画を撮るため退局後、東映京都撮影所などで助監督、脚本執筆などを経て『刺青 匂ひ月のごとく』で映画監督デビュー。
脚本を担当した『世界がお前を呼ばないなら』が2009年サンダンス・NHK国際映像作家賞の優秀作品に選出される。
脚本・監督を務めた『ぶどうのなみだ』（2014年）は第38回モントリオール世界映画祭のワールド・グレイツ部門に招待された。企画・監督を務めた『繕い裁つ人』（2015年）は、第16回全州国際映画祭、第18回上海国際映画祭日本映画週間に招待された。
同年公開の『幼な子われらに生まれ』は、第41回モントリオール世界映画祭で、最高賞のグランプリに次ぐ審査員特別グランプリを受賞し、第42回報知映画賞では監督賞を受賞した。女性監督の受賞は西川美和以来、2人目である。同年第41回山路ふみ子映画賞を受賞。

## エピソード
『繕い裁つ人』で主演を務めた中谷美紀は、三島有紀子との関係を相思相愛と語り、同作品への出演を「映画会社の方が用意したお見合い結婚ではなく、恋愛結婚が出来た幸せな作品だった」と振り返っている。
『幼な子われらに生まれ』でデビューした南沙良は当時芝居の仕方が分からず悩んでいたところ、三島有紀子から「芝居をしようとしなくていい」「相手からもらったものに対して、沙良が役として思ったことをそのまま投げればいい」と言われ、現在もその言葉を胸に芝居を続けている。
『Red』に出演した妻夫木聡は、三島有紀子は作りものではなく「役として生きて欲しいこと求める監督だと思った」と語り、一方で「このセリフはもっと強くして、生命力を感じられた方がいい」など具体的な演出する場面もあったとインタビューで述べている。
また、同作品に出演した夏帆は、三島有紀子から「今までにないないものが見たい」と撮影中に言われ、その役作りに悩んでいたところ、三島有紀子の丁寧な環境作りによって「今自分の出せるものをすべてさらけ出すつもりで、毎シーン演じていた。」と語っている。
『一月の声に歓びを刻め』（2024年2月9日公開）で、初めて三島有紀子作品に出演することになった前田敦子は、三島有紀子と共に撮影した時間を「呼吸を合わせるように撮影させていただいた時間は経験した事のない感情と感覚だった」と振り返っている。
『一月の声に歓びを刻め』（2024年2月9日公開）に出演したカルーセル麻紀は、本作品で2024年（第79回）毎日映画コンクールで助演俳優賞を受賞。
当初は三島有紀子を厳しい監督と思っていたが、全ては三島有紀子の演出術であったことを知り「でも、久しぶりに映画らしい現場だった。監督が目の前にいて、やりやすかったの」
「これが最後の映画だと思ってました。でも、三島監督とだったら撮るわ。いろんな監督さんとお仕事してきましたけど、今回は本当に映画を撮ったって感じ。さんざん苦しめられたけど、よくできたなと思います」
と三島有紀子との信頼関係が築け、本作品での自身の演技に満足したことを述べている。

## フィルモグラフィー

### 長編映画
- 刺青 匂ひ月のごとく（2009年） 監督
- しあわせのパン（2012年、アスミックエース） 監督・脚本
- ぶどうのなみだ（2014年、アスミックエース） 監督・脚本
- 繕い裁つ人（2015年1月31日、ギャガ） 監督
- 少女（2016年10月8日、東映） 監督・脚本
- 幼な子われらに生まれ（2017年8月26日、ファントム） 監督[18]
- ビブリア古書堂の事件手帖[19]（2018年11月1日、KADOKAWA FOX） 監督
- Red（2020年2月21日、日活） 監督・脚本　　※アメリカ シアトル映画祭2024 最優秀作品賞受賞（長編映画国際部門）
- 東京組曲2020（2023年5月13日）[20]監督

※ドキュメンタリー作品
※第24回全州国際映画祭(韓国)正式出品
- 一月の声に歓びを刻め（2024年2月9日、東京テアトル） 監督・脚本

### 短編映画
- オヤジファイト  ・短編集「破れたハートを売り物に」（2015年、KADOKAWAショウゲート）監督・脚本
- よろこびのうた Ode to Joy 「DIVOC-12」[21] [22] （2021年10月1日、ソニー・ピクチャーズ エンタテインメント）監督・脚本
- IMPERIAL大阪堂島出入橋  「MIRRORLIAR FILMS Season2」[23]（2022年2月18日、イオンエンターテイメント）監督・脚本

※アメリカ　グローバル・ステージ・ハリウッド映画祭2023 ベストショート受賞

### テレビドラマ
- 木曜ミステリー「京都地検の女」第4シリーズ第7話（2007年12月13日）監督

ゲスト主演・唐十郎、烏丸せつこ
- D×TOWN「心の音-ココノネ-」（2012年8月10日・17日・24日・31日、テレビ東京） 監督・脚本
- 石坂線物語「華の火」（2012年10月、NHK） 監督・脚本
- 中京テレビスペシャルドラマ「レディレディ〜トイレで泣いたこと、ありますか？〜」（2013年12月22日、中京テレビ） 監督
  - 東京ドラマアウォード2014年ローカル・ドラマ賞受賞作品[24]
- ドラマW「硝子の葦」（2015年2月、WOWOW） 監督
- ドラマW「東京すみっこごはん」（放送中止、WOWOW） 監督[25][26][27][28]
- 連続ドラマ「KBOYS」（2018年10月 - 12月、朝日放送テレビ / GYAO!配信） 監督
- ドラマ10「半径5メートル」（2021年4月 - 6月、NHK総合）チーフ演出
- Friday's EDGE「私をもらって 〜恋路編〜」（2024年、日本テレビ / Hulu配信）演出

### ドキュメンタリー
- 街からの風〜冬・大阪・ロック歌手BORO（1993年）
- NHKスペシャル
  - 『配達された幸せ』（1994年）
- 大震災から三週間〜この街で生きたい（1995年）
- 関西の惑星
- 青春探検
- ETV特集
- アジア発見
- ソリトン
- トップランナー

## 著作
- しあわせのパン（2011年、ポプラ社）
- しあわせのパンの季節（2012年、PARCO出版） 映画シナリオを収録
- ぶどうのなみだ（2014年、PARCO出版）
- ぶどうのなみだの風景（2014年、スペースシャワー） 映画シナリオを収録